# موقوفه ملی علوم انسانی
موقوفه ملی برای علوم انسانی سازمانی مستقل در دولت فدرال آمریکا است، که توسط لایحهٔ بنیاد ملی هنرها و علوم انسانی تأسیس شد و وقف پژوهش، آموزش و برنامه‌های عمومی در زمینهٔ علوم انسانی شده‌است. این نهاد در 400 7th St SW, واشینگتن، دی.سی. قرار دارد. این نهاد جوایزی چون جایزهٔ جفرسن و مدال ملی علوم انسانی را اعطا می‌کند.
این نهاد توسط یک رئیس منصوب رئیس‌جمهور اداره می‌شود. شورای ملی علوم انسانی متشکل از ۲۶ شخص خصوصی منصوب رئیس‌جمهور و مورد تأیید سنا به رئیس مشاوره می‌دهند.